# Murad II
 Murad II Kodja (Tháng 6 năm 1404, Amasya  –  3 tháng 2 năm 1451, Edirne) (Tiếng Thổ Nhĩ Kỳ Ottoman: مراد ثانى Murād-ı sānī, Tiếng Thổ Nhĩ Kỳ: II. Murat) là Sultan của đế quốc Ottoman từ năm 1421 tới 1451 (ngoại trừ giai đoạn 1444 - 1446).
Ông là một vị Sultan vĩ đại của Đế quốc Ottoman. Dưới triều vua Murad II, ông đã mang quân đi đánh những vương quốc Thiên Chúa giáo ở vùng Balkan và các tiểu vương quốc người Thổ ở Tiểu Á, cuộc xung đột kéo dài 25 năm, với những chiến thắng lừng lẫy trong trận Varna và trận Kosovo.
Ông được đưa đến Amasya, và lên ngôi sau khi vua cha Mehmed I qua đời. Mẹ ông là Valide Sultan Emine Hatun, con gái Suleyman Bey, vua xứ Dulkadiroglu, vợ thứ ba của Mehmed I. Hôn nhân của họ góp phần tạo nên liên minh Ottoman - Dulkadiroglu.

## Tiểu sử
Murad II, từng được Hoàng gia Ottoman cử làm quan cai trị ở Tiểu Á, chỉ mới 18 tuổi khi được mời lên ngôi. Trong lễ đăng quang trọng thể ở Bursa, Murad II mang gươm Osman, các đại thần và quân sĩ thề mãi mãi trung thành với nhà vua.
Nhưng hỗn loạn xảy ra ít lâu sau. Hoàng đế Đông La Mã giải thoát một "người kế thừa" mang tên Mustafa Çelebi (còn gọi là Düzmece Mustafa) khỏi tù và công nhận anh ta là người kế vị chính thống của vua Bayezid I (1389 - 1402). Hoàng đế Đông La Mã là Manuel II ra điều kiện: nếu Mustafa chiến thắng, anh ta sẽ được trả tự do, đổi lại anh phải cống nhiều thành phố lớn cho đế quốc Đông La Mã. Trong khi được các galley của Đông La Mã đưa đến lãnh thổ châu Âu của triều đình Ottoman, Mustafa nhanh chóng xây dựng một lực lượng mạnh. Nhiều người lính Thổ gia nhập nhóm phản loạn. Lực lượng của Mustafa đánh bại và giết Beyazid Pasha - một tướng giỏi được Murad gửi tới dẹp loạn. Mustafa đánh bại quân của Murad và tự phong làm sultan xứ Adrianople (Edirne hiện nay). Anh vượt Dardanelles đến châu Á với một đạo quân lớn; nhưng trong lúc lâm nguy ông vua trẻ tỏ ra là mình có khả năng kế tục tài năng về chính trị và quân sự của các bậc tiên đế. Giữa trận tiền, Mustafa bị bỏ rơi, và một số lượng lớn quân sĩ của anh ta, vốn được Mustafa tin tưởng, đã lấy cớ là anh ta tử trận do tàn bạo và bất lực, gia nhập về phe Murad II. Mustafa trốn chạy đến Gallipoli nhưng một Đề đốc Genoa là Adorno đã giúp Sultan tấn công ồ ạt vào Gallipoli, Mustafa bị vây cùng đường. Mustafa bị bắt và tử hình, sau đó, vua Murad bắt đầu tiến đánh Đông La Mã, và quyết tâm chiếm kinh thành Constantinopolis để tiêu diệt nhà Palaiologos.
Sau đó, Murad II thành lập một đạo quân được gọi là Azeb (1421), tiến vào Đế quốc Đông La Mã và vây hãm kinh đô Constantinopolis. Trong lúc đó, liên minh giữa triều đình Đông La Mã và quốc gia độc lập của người Thổ ở Tiểu Á đã kêu gọi em Murad II là Mustafa 13 tuổi làm loạn chống triều, anh ta đồng ý và vây Bursa. Murad II phải rời bỏ Constantinopolis để dẹp loạn. Ông bắt được hoàng tử Mustafa và xử tử anh ta. Các quốc gia Tiểu Á vốn liên tục chống lại ông — Aydın, Germiyan, Menteshe và Teke đều bị sáp nhập và trở thành một phần của Đế quốc Ottoman.
Sau đó, Murad II tuyên chiến với Venezia, Tiểu vương quốc Karaman, Serbia và Hungary. Quân Karaman bị đánh bại năm 1428 và Venezia rút quân năm 1432 sau khi thất bại Cuộc vây hãm Salonika lần thứ hai 1430.
Trong thập niên 1430, Murad xâm chiếm vùng đất rộng lớn ở Balkan và thành công trong việc sáp nhập xứ Serbia vào năm 1439.
Vào nămăm 1441, đế quốc La Mã Thần thánh, Ba Lan, Áo và Albania tham gia liên quân Serbia - Hungary.
Vào năm 1444, ông truyền ngôi cho hoàng tử Mehmed II, nhưng cuộc làm loạn của Cấm vệ quân Janissary khiến ông phải trở lại làm vua. Ông hoàng kỳ cựu tiếp tục thực hiện chính sách bành trướng của mình. Có nhận định rằng ông là vị Sultan đã "...chấm dứt nền văn hóa xưa cũ của Vương triều Osman". Trong khi ông tiếp tục thực hiện chính sách của tiên đế khi lên ngôi vua, ông sớm nhận ra rằng cần phải cải cách Đế quốc, chẳng hạn như chế tạo vũ khí mới cho Quân đội Ottoman.
Cùng năm đó, Quân đội Ottoman của Murad II đại thắng quân Hungary của János Hunyadi trong trận Varna, vua Hungary tử trận.

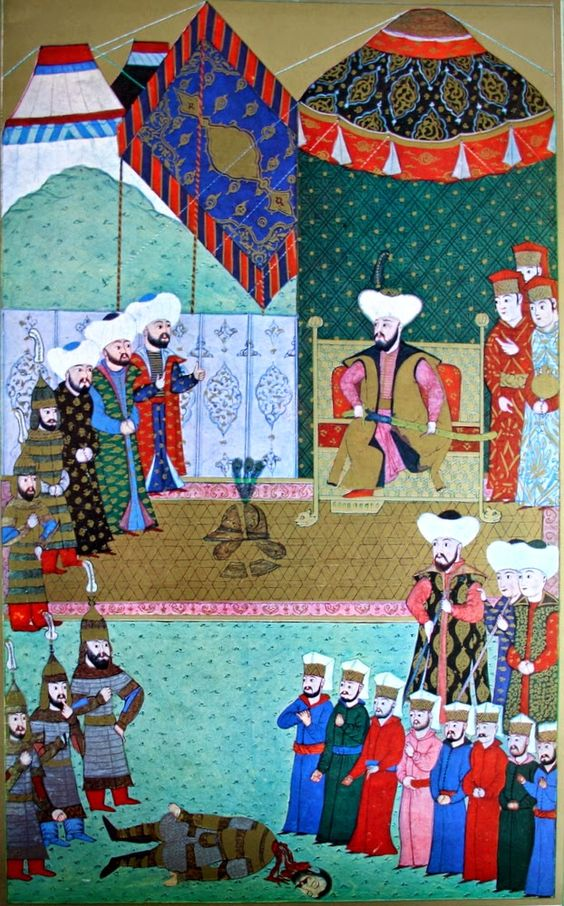
Murad II và xác Władysław III của Ba Lan

Vào năm 1448, ông lại đánh tan tác liên quân Cơ Đốc giáo trong Trận Kosovo lần thứ hai (trận Kosovo lần thứ nhất diễn ra năm 1389). Thấy các vương quốc Cơ Đốc giáo không lăm le đánh Balkan nữa, Murad tiến về phía Đông và đánh bại con của Timur là Shah Rokh, sau đó là các tiểu vương quốc Karaman và Çorum-Amasya.
Vào năm 1450, Murad II tiến quân vào Albania với mục tiêu trấn áp cuộc kháng chiến của lãnh chúa Skanderbeg, song thất bại trong cuộc vây hãm Lâu đài Kruje. Vào mùa đông 1450–1451, Murad II bệnh mất ở Edirne. Thái tử - tức vua Mehmed II - lên ngôi lần thứ hai (1451–81).

## Vợ
Murad II có bảy người vợ:
1. Alima Khanum, người xứ Dulkadiroğlu;
2. Cô con gái của Damad Karaja Pasha
3. Yeni Hatun, con gái Mahmud Bey ở Amasya;
4. Thái hậu Hüma Hatun, sinh ở hạt Devrekani, tỉnh Kastamonu, con gái của Abd'Allah xứ Hum, Huma nghĩa là cô gái/người phụ nữ xứ Hum, mẹ của Mehmed Nhà chinh phạt;
5. Tacünnisa Hatice Halime Hatun, con gái vua Isfendiyar xứ Candaroğlu;
6. Mara Hatun (Mara Branković) con gái của Đurađ Branković xứ Serbia .
7. Halima Hatun, con gái Ibrahim II thủ lĩnh bộ lạc Çandaroğlu Türkmen ở Tiểu Á